# 殭屍校園2
《殭屍校園2》（：／），是Netflix韓國原創劇集，2022年網路劇《殭屍校園》的續作，由李在奎和金男洙執導，千成日編劇，主演陣容延續第一季的朴持厚、尹燦榮、羅門和趙怡賢，並加入金施恩、李敏宰、徐志焄、尹可而和盧載沅等演員。
故事時間設定在首季事件發生後數年，主角南溫召現為首爾一所大學的學生，仍受到高中時期倖存經歷的創傷影響。然而，當喪屍病毒在城市中再度爆發時，她再次捲入求生之戰。劇情將探索原孝山倖存者的現況。

## 演員陣容

### 主要人物
| 演員   | 角色   | 介紹               |
| ------ | ------ | ------------------ |
| 朴持厚 | 南溫召 | 首爾一所大學的學生 |
| 尹燦榮 | 李青山 |                    |
| 趙怡賢 | 崔南拉 |                    |
| 羅門   | 李秀赫 |                    |

### 其他人物
| 演員   | 角色   | 介紹                                                              |
| ------ | ------ | ----------------------------------------------------------------- |
| 金施恩 |        | 倖存者之一，展現堅毅冷靜的一面。                                  |
| 李敏宰 |        | 大學裡具有自保技能的資深學生，為溫召提供協助。                    |
| 徐志焄 |        |                                                                   |
| 尹可而 |        | 大學裡具有自保技能的資深學生，為溫召提供協助。                    |
| 盧載沅 | 韓度碩 | 國家情報院（NIS）小組長，其行動將為劇情注入政治與組織層面的張力。 |

## 製作
2022年6月7日，Netflix正式宣布製作《殭屍校園》第二季。2024年5月23日，據《Starnews Korea》獨家報導，Netflix已決定將第二季延後一年製作。

### 選角
2024年1月31日，據報導盧允瑞有望出演第二季，其經紀公司MAA娛樂證實收到演出提案但尚未確定。
2025年5月14日，盧允瑞因行程衝突確定退出。2025年6月18日，朴持厚、尹燦榮、羅門和趙怡賢確定回歸，並宣布金施恩、李敏宰、徐志焄、尹可而和盧載沅參與演出。2025年7月23日，宣布正式開拍。

## 外部連結
- 在Netflix上觀看《殭屍校園2》
- Daum上《殭屍校園2》的資料